# آل دهمة (مكيراس)

تعديل مصدري - تعديل

ال دهمة هي إحدى قرى عزلة مكيراس بمديرية مكيراس التابعة لمحافظة البيضاء، بلغ تعداد سكانها 146 نسمة حسب تعداد اليمن لعام 2004.